# Kościół św. Jana Chrzciciela w Wyszehradzie
Kościół św. Jana Chrzciciela w Wyszehradzie (węg. Visegrádi Keresztelő Szent János-templom) – rzymskokatolicki kościół parafialny zlokalizowany na Węgrzech, w centrum Wyszehradu (komitat Pest), późnośredniowiecznej stolicy Królestwa Węgier. Funkcjonuje przy nim parafia św. Jana Chrzciciela. Jest wpisany do rejestru zabytków pod numerem 7496.

## Historia
Na terenie dawnej węgierskiej stolicy Niemcy i Węgrzy mieszkali w osobnych dzielnicach. W części niemieckiej zbudowano Kościół Mariacki, a w części węgierskiej kościół św. László, a także kaplicę św. Jerzego, przy której franciszkanie zbudowali w 1425 swój klasztor. Na terenie cytadeli wyszehradzkiej wzniesiono natomiast kościół św. Jana Chrzciciela. Do 1776 parafia ta (powołana już w średniowieczu) należała do metropolii Veszprém, jako parafia wyłączona, ale podlegająca jurysdykcji arcybiskupa ostrzyhomskiego. Świątynię tę odbudowano w 1756. Wokół niego znajdował się pierwszy lokalny cmentarz. 
Obecny barokowy kościół o powierzchni 310 m² został zbudowany w centrum miejscowości w latach 1773-1782 według projektu ostrzyhomskiego architekta Lénárda Schade (stara świątynia służy obecnie celom szkolnym).
W 1960 przeprowadzono remont zewnętrzny budowli, a w 1973 (dwustolecie kościoła), odnowiono wnętrze. W 1974 ponownie wyremontowano elewacje zewnętrzne. Kolejny remont odbył się w 1991.

## Architektura
Obiekt jest jednonawowy z wieżą. Obraz w ołtarzu głównym (1766) został stworzony przez Josefa Hauzingera (wcześniej dzieło błędnie przypisywano XVIII-wiecznemu twórcy Vincenzowi Fischerowi), który był ulubionym malarzem cesarzowej Marii Teresy. Obraz "Chrystus na krzyżu z Marią, Magdaleną i św. Janem Ewangelistą" pierwotnie zdobił ołtarz w kaplicy św. Zygmunta w Zamku Królewskim w Budapeszcie. Do Wyszehradu trafił po przebudowie kaplicy w latach 30. XX wieku. Reszta wyposażenia (ambona, ławki i chrzcielnica) jest XVIII-wieczne.
Ze świątynią związane są inne obiekty zabytkowe: dom parafialny (numer identyfikacyjny zabytku 7505), kaplica kalwaryjna (nr 7507) oraz kaplica Marii na brzegu Dunaju (nr 7497).

## Galeria

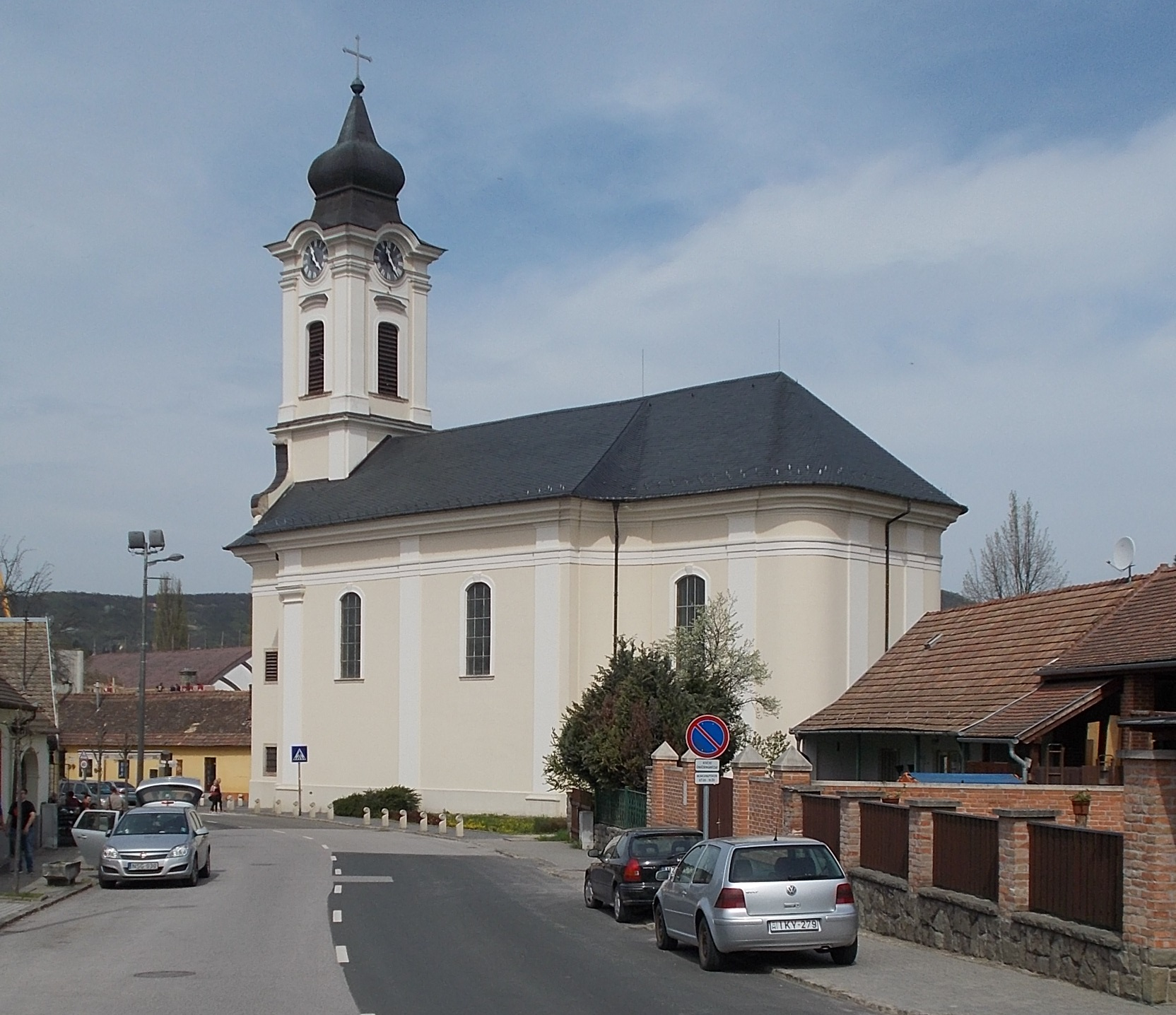
Widok od prezbiterium
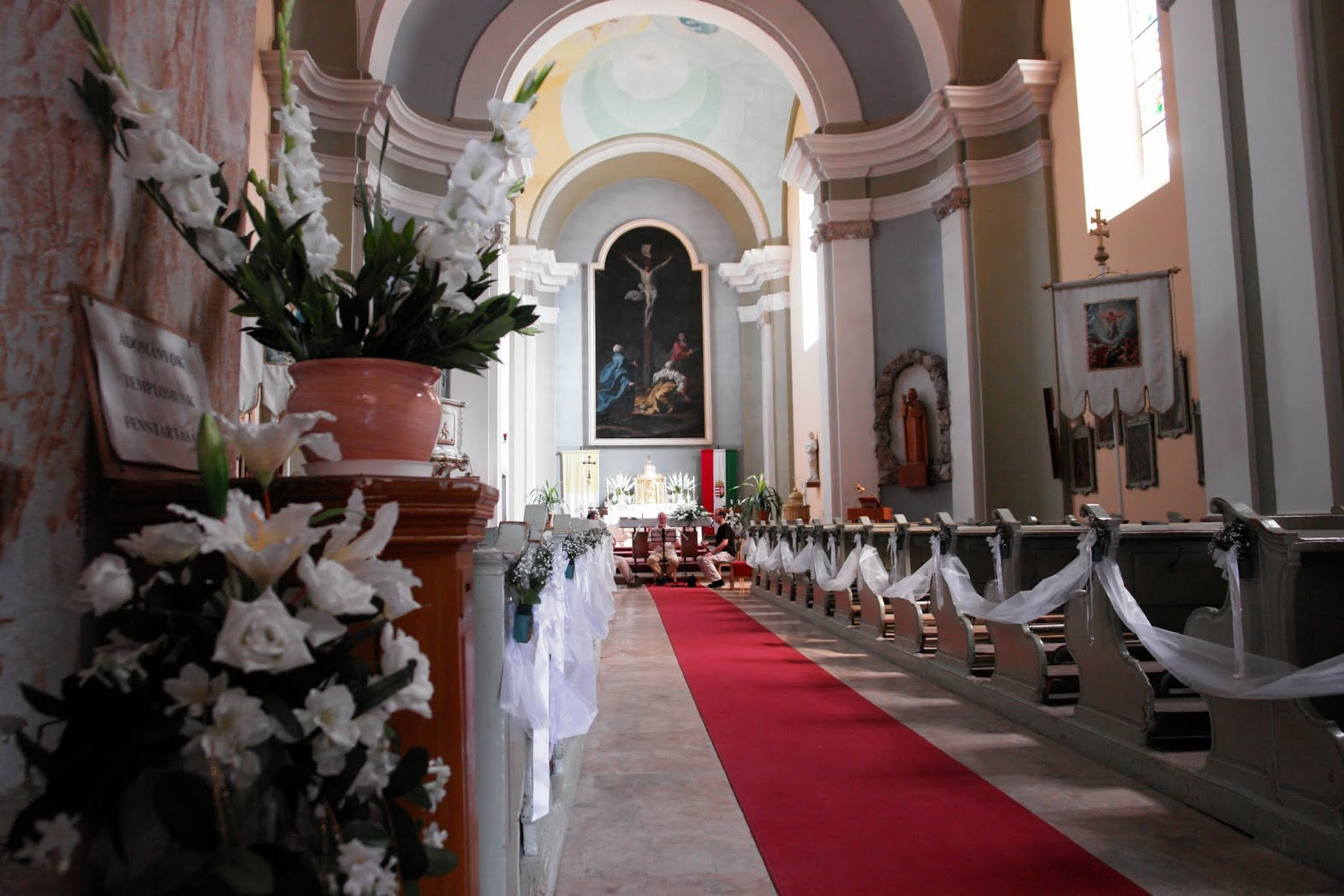
Wnętrze